# 忍城案内人
忍城案内人（おしじょうあんないにん）は、埼玉県行田市にある忍城（おしじょう）への観光客への観光案内・道案内を目的として、2011年（平成23年）8月より活動を開始し、2023年に活動を終了する予定のボランティア団体である。本来の団体名は「秩父鉄道忍城を愛する会」。

## 概要
活動内容は当初、主に日曜日を中心に秩父鉄道 行田市駅にて下車した観光客を対象に、忍城までの道案内を行っていた。活動時の衣装は、裃に帯刀・髷のかつらである。近年、スマートフォンの普及等の影響もあり、記念撮影や行田市のにぎやかし活動へと内容を変えつつある。
秩父鉄道社員の有志による活動であるが、活動開始当初から今日まで1名での活動となっている。
2011年は当初の予定では、忍城を舞台とした映画「のぼうの城」が上映されるはずで、それにさきがけて活動を開始した。しかし、映画の一部シーンが東日本大震災の津波を連想させるとして、上映は一年間延期を余儀なくされた。
2018年（平成30年）、5年後に活動を終えるとYouTube公式チャンネルにおいてアナウンスがあった。